# Claire Buchar
Claire Buchar (ur. 26 kwietnia 1978 w Whistler) – kanadyjska kolarka górska, brązowa medalistka mistrzostw świata.

## Kariera
Największy sukces w karierze Claire Buchar osiągnęła w 2011 roku, kiedy zdobyła brązowy medal w downhillu podczas mistrzostw świata w Champéry. W zawodach tych wyprzedziły ją jedynie Francuzka Emmeline Ragot oraz Brytyjka Rachel Atherton. Był to jedyny medal wywalczony przez Buchar na międzynarodowej imprezie tej rangi. Nie startowała na igrzyskach olimpijskich.